# 酒池肉林
酒池肉林是成語，現代有比喻一個人的生活極端奢侈縱欲，毫無節制的意思。

## 典故
酒池肉林，是對商朝最後一位君主帝辛腐化、奢侈行為的控訴，指在沙丘建立一個盛滿酒的池，池邊則掛著不同種類的肉類，彷似森林一樣。這個地方進食及喝東西均十分方便，而且还让男女裸身并在里面奔跑嬉戏，极其淫秽放荡，有伤风化。
《史记》中记载，商纣王“以酒为池，懸肉为林，使男女裸，相逐其间，为长夜之饮”。此事亦见《韩非子·说林》及《语衡·语增》。而後世會用「酒池肉林」來比喻某些人的生活極度奢侈。1999年有考古學家在偃师商城内发现大型人造水池，长约130米，宽约20米，现有深度为1.5米。
《今文尚書》之《商書》、《周書》諸篇中，都沒有記載酒池肉林。而《周禮．地官．媒氏》記載：「中春之月，令會男女，於是時也，奔者不禁。」商代並無後世常見的婚配制度，周代也僅处于草創阶段，並沿襲商代以來的自由婚配制度，後更衍生出踏春。

## 文獻
1. ↑  . 教育百科. 中華民國教育部.   [2017-12-12]. （原始内容存档于2019-06-14）.
2. ↑  又稱紂王